# Eloise van Oranje-Nassau van Amsberg
Eloise Sophie Beatrix Laurence, Nữ Bá tước xứ Oranje-Nassau, Jonkvrouwe Amsberg (tiếng Hà Lan: Eloise Sophie Beatrix Laurence van Oranje-Nassau, jonkvrouw van Amsberg; sinh ngày 8 tháng 06 năm 2002 tại Bệnh viện Bronovo ở Den Haag) là con trưởng của Constantijn của Hà Lan và Laurentien Brinkhorst. Cô là thành viên của Hoàng gia Hà Lan và hiện đứng thứ 5 trong dòng kế vị ngai vàng của Vương quốc Hà Lan.
Nữ Bá tước Eloise sống cùng cha mẹ, em trai và em gái của cô tại Brussels, Bỉ.